# Dynamix II
Dynamix II – amerykańska grupa electro założona w 1986 r. w Miami na Florydzie.
Obecnie należą do niej David Noller i Scott Weiser, natomiast pierwotny skład stanowili David Noller i Lon Alonzo. Nazwa duetu pochodzi od stołu mikserskiego, jaki użyli do realizacji pierwszego singla. Noller rozpoczynał swą karierę w latach 80. od występów w klubach, gdzie wykorzystywał vocoder oraz sampler E-mu Emulator. Po ukończeniu szkoły średniej w 1985 r., David zaczął uczęszczać do Full Sail School w Orlando, gdzie zdobył wykształcenie w dziedzinie realizacji dźwięku. W 1986 r. podjął współpracę z  Bass Station Records w Miami i założył grupę Dynamix II. Wkrótce wraz z Lonem Alonzo wydał singiel Just Give the Dj a Break, który następnie sprzedał swoje prawa do projektu za bezcen. W międzyczasie nagranie to osiągnęło status złotej płyty, sprzedając się w samej Ameryce w nakładzie 600 tys. egz. Wkrótce po tym Noller poznał Scotta Weisera, grającego na pianinie od 6 roku życia oraz syntezatorach od początku lat 80. Oboje zdecydowali się zbudować własne studio nagraniowe i przetransportować tam cały zgromadzony przez siebie sprzęt muzyczny.
Noller i Weiser przez całą dekadę wspólnie wydawali elektroniczne albumy taneczne. Będąc wiernym korzeniom undergroundu, tak skomentowali swój sukces: "Polegaliśmy wyłącznie na opiniach naszych fanów. Nasza muzyka zawsze się sprzedawała, ponieważ była dobra, a nie z powodu jakieś rozdmuchanej kampanii promocyjnej." 19 lat później popularność duetu zaczęła rosnąć, co jest konsekwencją odradzającej się na nowo muzyki electro. Ich starsze, klasyczne już utwory były samplowane przez takie zespoły jak EON, The Cotton Club czy też The Chemical Brothers. Dynamix II wyjaśnia ową tendencję tak: "Wiele dzieciaków bawiących się w klubach, w których mamy okazję występować jeszcze nie przyszła na świat, gdy to w 1987 r. wydawaliśmy "Just Give the Dj a Break". Wielu z nich nigdy nas nie słyszała, dlatego też myślą, że jesteśmy nowi".

## Dyskografia

### Albumy
- 1990 - Dynamix II - The Album
- 1992 - Machine Language
- 1992 - You Hear It! You Fear It!
- 1993 - Bass Planet
- 1994 - Color Beats

### EP / Single
- 1987 - Just Give The D.J. A Break
- 1988 - Feel The Bass / Techno Bass
- 1988 - Techno Bass / Feel The Bass
- 1999 - Arrival Of Bass
- 1990 - Bass Generator / Ignition
- 1990 - Don't Touch That Dial
- 1994 - Feel The Groove
- 1997 - Atomic Age
- 1997 - From 1985 To Present
- 1998 - We Are Your Future
- 2002 - Pledge Your Allegiance To Electro Funk
- 2007 - Ignition